# Céline Deville
Céline Nadine Sabine Deville, född 24 januari 1982 i Berck, är en fransk fotbollsspelare (målvakt) som representerar klubben FCF Juvisy. Hon har tidigare tillhört bland annat Olympique Lyonnais.
Hon var en del av Frankrikes trupp under VM i Kanada år 2015 där hon agerade reservmålvakt. Hon har i skrivande stund[när?] gjort 65 landskamper för Frankrike. Sin debut i landslaget gjorde hon i en match mot Australien den 9 april 2002.